# Franklin Anangonó
Franklin Estebán Anangonó Tadeo (Quito, 12 dicembre 1974 – 13 giugno 2022) è stato un calciatore e allenatore di calcio ecuadoriano, di ruolo difensore.

## Carriera

### Club
Ha cominciato la sua carriera nel 1992 coll'ESPOLI, club in cui ha militato fino al 1994, conquistando la vittoria della Primera Categoría Serie B nel 1993 (con conseguente approdo in Serie A). Nel 1995 si è trasferito all'El Nacional con cui vinse il campionato nel 1996. Tra gennaio e luglio del 1999 passò ai messicani del Cuautitlán, in quella che fu l'unica sua avventura all'estero, tornando subito all'El Nacional.
Nel 2000 e nel 2001 giocò prima per il Téc. Universitario, poi nel Macará, tornando all'El Nacional nel 2002. Nel 2005, dopo altre tre stagioni all'El Nacional, ha chiuso la carriera nuovamente col Tecnico Universitario, nel frattempo sceso in Primera Categoría Serie B

### Nazionale
Con la nazionale ecuadoriana di categoria ha disputato il campionato sudamericano di calcio Under-20 1992, classificandosi al quarto posto finale.
Ha esordito con la nazionale maggiore nell'amichevole contro il Messico del 14 aprile 1999. Partecipò alla Copa América 1999, giocando solo la gara contro la Colombia, l'ultima della fase a gironi, che sancì l'eliminazione dell'Ecuador. Fu quella l'ultima gara con la nazionale: totalizzò sette presenze, tutte nel 1999, senza reti all'attivo.

### Allenatore
Ha allenato le giovanili dell'Aucas, divenendo per un tre giorni allenatore ad interim nel maggio del 2016. Dall'inizio del 2021 fino al suo decesso ha assunto la guida del Miguel Iturralde, squadra di Primera Categoría Serie B.

## Statistiche

### Cronologia presenze e reti in nazionale
| Cronologia completa delle presenze e delle reti in nazionale ― Ecuador | Cronologia completa delle presenze e delle reti in nazionale ― Ecuador | Cronologia completa delle presenze e delle reti in nazionale ― Ecuador | Cronologia completa delle presenze e delle reti in nazionale ― Ecuador | Cronologia completa delle presenze e delle reti in nazionale ― Ecuador | Cronologia completa delle presenze e delle reti in nazionale ― Ecuador | Cronologia completa delle presenze e delle reti in nazionale ― Ecuador | Cronologia completa delle presenze e delle reti in nazionale ― Ecuador |
| Data                                                                   | Città                                                                  | In casa                                                                | Risultato                                                              | Ospiti                                                                 | Competizione                                                           | Reti                                                                   | Note                                                                   |
| ---------------------------------------------------------------------- | ---------------------------------------------------------------------- | ---------------------------------------------------------------------- | ---------------------------------------------------------------------- | ---------------------------------------------------------------------- | ---------------------------------------------------------------------- | ---------------------------------------------------------------------- | ---------------------------------------------------------------------- |
| 14-4-1999                                                              | San Nicolás de los Garza                                               | Messico                                                                | 0 – 0                                                                  | Ecuador                                                                | Amichevole                                                             | -                                                                      |                                                                        |
| 2-6-1999                                                               | Edmonton                                                               | Ecuador                                                                | 1 – 1                                                                  | Iran                                                                   | Amichevole                                                             | -                                                                      |                                                                        |
| 4-6-1999                                                               | Edmonton                                                               | Ecuador                                                                | 3 – 1                                                                  | Guatemala                                                              | Amichevole                                                             | -                                                                      | ?’                                                                     |
| 6-6-1999                                                               | Edmonton                                                               | Canada                                                                 | 1 – 2                                                                  | Ecuador                                                                | Amichevole                                                             | -                                                                      |                                                                        |
| 15-6-1999                                                              | San Cristóbal                                                          | Venezuela                                                              | 3 – 2                                                                  | Ecuador                                                                | Amichevole                                                             | -                                                                      |                                                                        |
| 22-6-1999                                                              | Ñuñoa                                                                  | Cile                                                                   | 0 – 0                                                                  | Ecuador                                                                | Amichevole                                                             | -                                                                      |                                                                        |
| 7-7-1999                                                               | Luque                                                                  | Colombia                                                               | 2 – 1                                                                  | Ecuador                                                                | Coppa America 1999                                                     | -                                                                      |                                                                        |
| Totale                                                                 |                                                                        | Presenze                                                               | 7                                                                      |                                                                        | Reti                                                                   | 0                                                                      |                                                                        |

## Palmarès

### Club
- Primera Categoría Serie B: 1

ESPOLI: 1993
- Campionato ecuadoriano: 1

El Nacional: 1996